# Florence Griffith-Joyner
Delorez Florence Griffith-Joyner (Los Angeles, 21 de Dezembro de 1959 – Mission Viejo, 21 de Setembro de 1998) foi uma atleta norte-americana especializada em provas de velocidade. Também conhecida como Flo-Jo, ganhou diversas medalhas olímpicas e bateu os recordes dos 100 metros e 200 metros rasos, que ainda hoje se mantêm. Flo-Jo foi casada com o atleta Al Joyner e cunhada da também campeã olímpica Jackie Joyner-Kersee.

## Carreira
Florence Griffith-Joyner nasceu em Los Angeles e desde cedo mostrou aptidão para as corridas de distância curta. Esteve presente nos primeiros Campeonatos Mundiais de Atletismo em 1983, onde ficou em quarto lugar na corrida dos 200 metros. Nos Jogos Olímpicos de 1984, Flo-Jo chamou a atenção do público e da imprensa pela sua medalha de prata nos 200 metros, mas também pelo seu estilo extravagante de manicure. As unhas muito longas e coloridas seriam a sua imagem de marca ao longo de toda a sua carreira. Após os Jogos, Florence casou com Al Joyner, campeão olímpico do triplo salto, e passou a correr menos.
Em 1987, voltou a conquistar a medalha de prata nos Campeonatos do Mundo de Atletismo. Pouco depois, Flo-Jo chocou o mundo do desporto ao bater o recorde do mundo de 100 metros rasos, apesar de ser uma especialista do duplo hectómetro. A marca de 10,49 s foi alcançada nos quartos de final das provas americanas de selecção olímpica. O recorde foi polémico, uma vez que o aparelho de medição da velocidade do vento indicava 0 m/s, mesmo quando todos os presentes testemunharam a existência de vento. Apesar disso, o recorde foi validado pela IAAF.
Nos Jogos Olímpicos de Seul, em 1988, Florence Griffith-Joyner era a grande favorita para os eventos de velocidade. No total, ganhou três medalhas de ouro, nos 100 metros (com um tempo de 10,54 s, assistido por vento), nos 200 metros (batendo o recorde do mundo nos quartos de final) e na estafeta 4 x 100 metros, e uma medalha de prata na estafeta 4 x 400 metros. No final do ano recebeu o Prémio James E. Sullivan, que distingue o melhor atleta amador dos Estados Unidos. Pouco tempo depois, Flo-Jo retirou-se para sempre das competições oficiais.

## Morte e controvérsia
Florence Griffith-Joyner morreu na noite de 21 de Setembro de 1998. A causa do óbito foi asfixia acidental na almofada, durante um ataque de epilepsia, causada por uma má formação congênita cerebral. A família Joyner revelou depois, que Flo-Jo vinha sofrendo de convulsões desde 1990.
A sua morte inesperada trouxe de novo as suspeitas de uso de dopagem na carreira de Florence Griffith-Joyner. A sua carreira foi atípica, principalmente porque todos os seus títulos e feitos foram alcançados numa única época (1987/1988), quando a atleta já tinha 28 anos e passara portanto o pico da sua forma. A forma abrupta como Flo-Jo se retirou das competições também foi interpretada como suspeita, tendo em conta que os testes antidoping passaram a ser rotina no ano seguinte. Pelo seu lado, Griffith-Joyner justificou a melhoria súbita de tempos como resultado de uma alteração no seu programa de treinos.
Porém, os tempos obtidos por Flo-Jo são extremamente difíceis de alcançar, tanto que até hoje, com toda a melhoria tecnológica, alimentar e de treinamentos, nenhuma atleta consegue chegar perto dos seus tempos. Nos 100 m rasos feminino, por exemplo, a campeã olímpica de Pequim 2008, Shelly-Ann Fraser, da Jamaica, obteve o ouro fazendo um tempo de 10s78, muito aquém dos 10s49 que são o recorde mundial de Florence. Nos 200 m rasos ocorre o mesmo: a campeã olímpica de 2008, Veronica Campbell-Brown, da Jamaica, obteve o ouro com 21s74, muito aquém do recorde de Florence, 21s34.